# Habroleptoides
Habroleptoides is een geslacht van haften (Ephemeroptera) uit de familie Leptophlebiidae.

## Soorten
Het geslacht Habroleptoides omvat de volgende soorten:
- Habroleptoides annae
- Habroleptoides assefae
- Habroleptoides auberti
- Habroleptoides berthelemyi
- Habroleptoides budtzi
- Habroleptoides caucasica
- Habroleptoides confusa
- Habroleptoides filipovicae
- Habroleptoides kavron
- Habroleptoides malickyi
- Habroleptoides modesta
- Habroleptoides nervulosa
- Habroleptoides pauliana
- Habroleptoides pontica
- Habroleptoides thomasi
- Habroleptoides umbratilis